# Érik Comas
Érik Comas, francoski dirkač Formule 1, *28. september 1963, Romans, Francija.
Érik Comas je debitiral v sezoni 1991, ko je kot najboljšo uvrstitev sezone dosegel osmo mesto na Veliki nagradi Kanade. Prvo uvrstitev med dobitnike točk je dosegel v naslednji sezoni 1992 s šestim mestom ponovno na Veliki nagradi Kanade, uvrstitev ki jo je ponovil še na Veliki nagradi Nemčije. Na domači dirki za Veliko nagrado Francije pa je dosegel peto mesto, svoj najboljši rezultat v karieri. V sezoni 1993 je dosegel eno šesto mesto na Veliki nagradi Italije, v sezoni 1994 na Velikih nagradah Pacifika in Nemčije, po koncu sezone pa se je upokojil.

## Popolni rezultati Formule 1
(legenda) (odebeljene dirke pomenijo najboljši štartni položaj, poševne pa najhitrejši krog, †-uvrščen kljub odstopu)
| Leto | Moštvo                 | Šasija         | Motor           | 1       | 2       | 3       | 4       | 5       | 6       | 7       | 8      | 9       | 10      | 11      | 12      | 13      | 14      | 15      | 16      | Prv | Toč |
| ---- | ---------------------- | -------------- | --------------- | ------- | ------- | ------- | ------- | ------- | ------- | ------- | ------ | ------- | ------- | ------- | ------- | ------- | ------- | ------- | ------- | --- | --- |
| 1991 | Ligier Gitanes         | Ligier JS35    | Lamborghini V12 | ZDA DNQ | BRA Ret | SMR 10  | MON 10  | KAN 8   | MEH DNQ | FRA 11  | VB DNQ | NEM Ret | MAD 10  | BEL Ret | ITA 11  | POR 11  | ŠPA Ret | JAP Ret | AVS 18  | NC  | 0   |
| 1992 | Ligier Gitanes Blondes | Ligier JS37    | Renault V10     | JAR 7   | MEH 9   | BRA Ret | ŠPA Ret | SMR 9   | MON 10  | KAN 6   | FRA 5  | VB 8    | NEM 6   | MAD Ret | BEL DNQ | ITA Ret | POR Ret | JAP Ret | AVS Ret | 11. | 4   |
| 1993 | Larrousse F1           | Larrousse LH93 | Lamborghini V12 | JAR Ret | BRA 10  | EU 9    | SMR Ret | ŠPA 9   | MON Ret | KAN 8   | FRA 16 | VB Ret  | NEM Ret | MAD Ret | BEL Ret | ITA 6   | POR 11  | JAP Ret | AVS 12  | 20. | 1   |
| 1994 | Tourtel Larrousse F1   | Larrousse LH94 | Ford V8         | BRA 9   | PAC 6   | SMR Ret | MON 10  | ŠPA Ret | KAN Ret | FRA Ret | VB Ret | NEM 6   | MAD 8   | BEL Ret | ITA 8   | POR Ret | EU Ret  | JAP 9   | AVS     | 23. | 2   |